# Saint-Ouen-en-Champagne
Saint-Ouen-en-Champagne is een gemeente in het Franse departement Sarthe (regio Pays de la Loire) en telt 180 inwoners (2005). De plaats maakt deel uit van het arrondissement La Flèche.

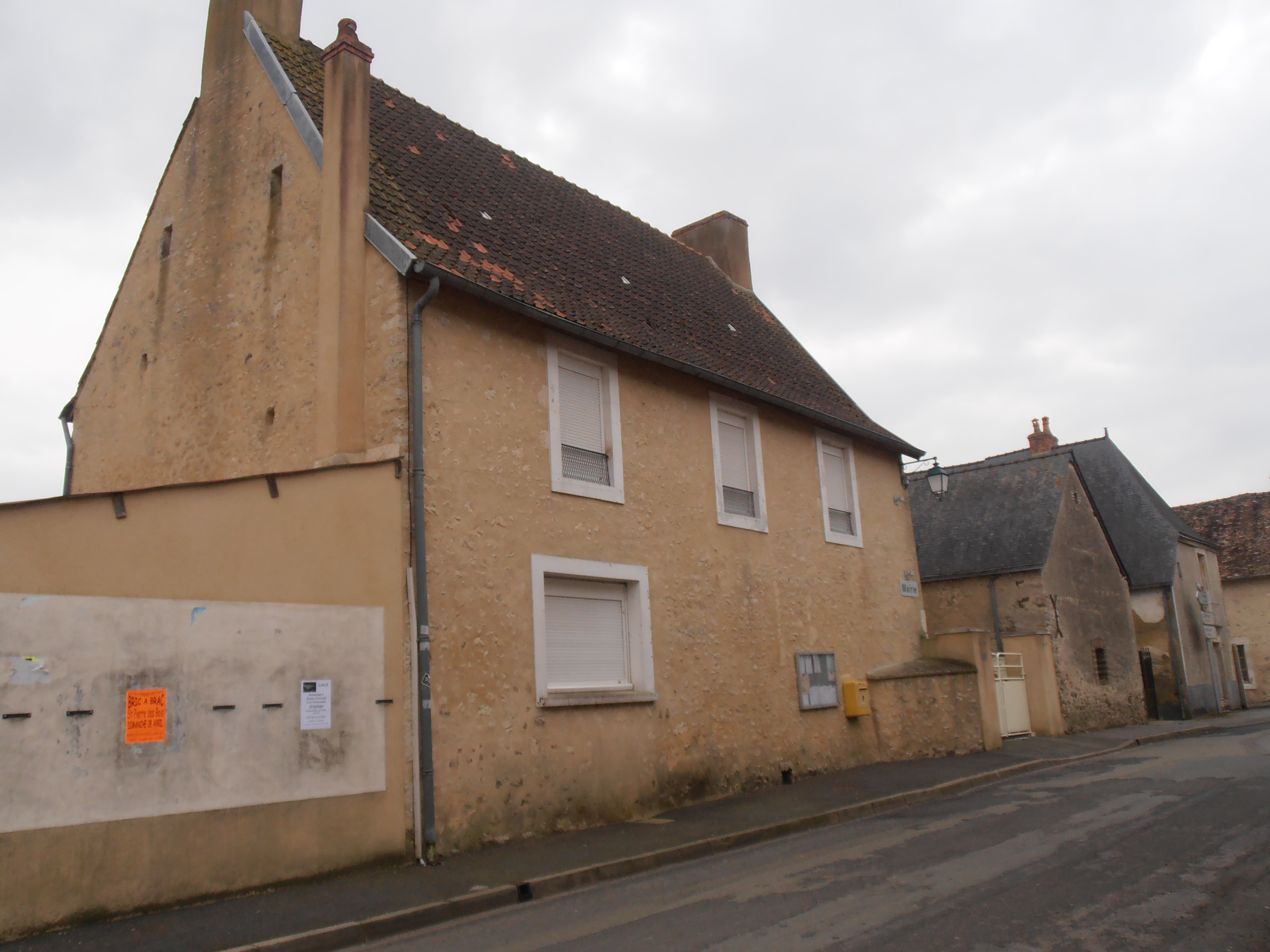
Gemeentehuis
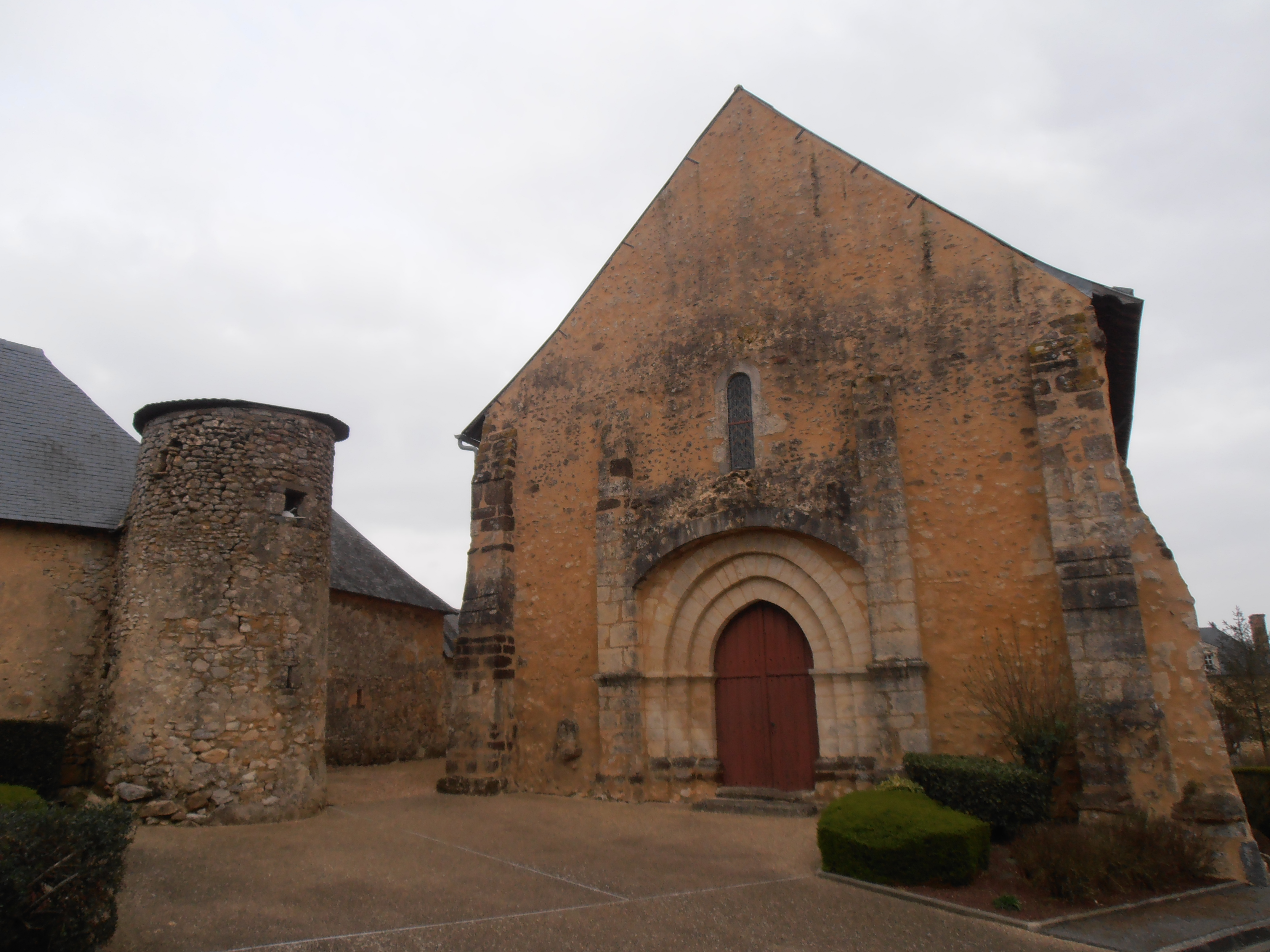
Kerk van Saint-Ouen-en-Champagne

## Geografie
De oppervlakte van Saint-Ouen-en-Champagne bedraagt 11,4 km², de bevolkingsdichtheid is 15,8 inwoners per km².
De onderstaande kaart toont de ligging van Saint-Ouen-en-Champagne met de belangrijkste infrastructuur en aangrenzende gemeenten.

## Demografie
Onderstaande figuur toont het verloop van het inwonertal (bron: INSEE-tellingen).

1. ↑  Populations de référence 2022.